# Nyabwato
Nyabwato är ett periodiskt vattendrag i Burundi.   Det ligger i provinsen Bururi, i den sydvästra delen av landet, 60 km söder om huvudstaden Bujumbura.
Omgivningarna runt Nyabwato är en mosaik av jordbruksmark och naturlig växtlighet. Runt Nyabwato är det ganska tätbefolkat, med 166 invånare per kvadratkilometer.